# ニコラ・ストイリコヴィッチ
ニコラ・ストイリコヴィッチ（Nikola Stojiljković 、1992年8月17日 - ）は、セルビア・ニシュ出身のプロサッカー選手。SCファレンセ所属。ポジションはFW。

## 経歴

### クラブ
パルチザン・ベオグラードの下部組織を経てFKラド・ベオグラードでプロデビュー。
2013年冬、出場機会を求め2部のFKチュカリチュキに移籍。加入半年でチームのトップティア昇格に貢献すると、翌シーズンはチームの主力としてカップタイトル獲得に大きく貢献した。
2015年8月8日、ポルトガルのSCブラガに移籍。契約期間は5年。
2020年8月4日、SCファレンセに移籍した。

### 代表
各年代でセルビア代表に選ばれている。2015年にはU-21代表の一員としてUEFA U-21欧州選手権に参加したが、負傷のため1試合も出場すること無く大会を終えた。
2016年3月、ポーランドとエストニアとのフレンドリーマッチでフル代表初招集。23日のポーランド戦で、56分からフィリップ・ジュリチッチとの交代で途中出場し初キャップ。

## タイトル

### クラブ
チュカリチュキ
- セルビア・カップ: 2014–15

ブラガ
- タッサ・デ・ポルトガル: 2015–16

### 個人
- セルビア・スーペルリーガ年間ベストイレブン: 2014–15